# Читуља за Ескобара
Читуља за Ескобара је српски филм из 2008. године. Режирао га је Милорад Милинковић, који је написао и сценарио.
Филм је премијерно приказан 13. марта 2008. године.

## Радња
"Читуља за Ескобара" на духовит начин кроз врло комичну ситуацију описује српски криминални миље, подземље чији су чланови махом тешки примитивци, једва школовани људи са оружјем у руци и псовкама на уснама, међусобно повезани злочинима, но нека пријатељства датирају још од школских клупа.
Ганди је криминалац, од детињства предодређен за негативца. Он упознаје Лелу, загонетну девојку, у коју се заљубљује. Истог дана када Ганди убија криминалца кога зову Српски Ескобар, два наркофила и нерадника, Деки и Баки, дају читуљу правом Ескобару. Полиција почиње истрагу, ситуација се компликује и обрће у невероватном смеру.

## Улоге
| Глумац            | Улога           |
| ----------------- | --------------- |
| Војин Ћетковић    | Ганди           |
| Тамара Гарбајс    | Лела            |
| Зијах Соколовић   | Анђео           |
| Борис Миливојевић | Деки            |
| Милош Самолов     | Баки            |
| Јелисавета Саблић | жена            |
| Борис Комненић    | министар        |
| Марко Живић       | Киле            |
| Ненад Јездић      | отац            |
| Тамара Крцуновић  | мајка           |
| Рене Биторајац    | Милета          |
| Младен Нелевић    | инспектор Савић |
| Љубинка Кларић    | Бојана          |
| Никола Симић      | чика Стева      |
| Катарина Марковић | службеница      |
| Дејан Тончић      | Иванчевић       |
| Душан Радовић     | Лелин отац      |
| Тања Пјевац       | Лелина мајка    |
| Татјана Бељакова  | Лелина баба     |
| Ђорђе Марковић    | Лаза            |
| Биљана Мишић      | спонзоруша      |